# Noční můra v Elm Street 5: Dítě snu
Noční můra v Elm Street 5: Dítě snu je páté pokračování hororové série filmů s názvem Noční můra v Elm Street.
Režie se chopil Stephen Hopkins. Díky tomuto filmu mu byla záhy svěřena režie hororu Predátor 2 (1990).

## Děj
Alice Johnsonová je v jiném stavu. Když to zjistí Freddy Krueger, rozhodne se vstoupit nenarozenému dítěti do snů a Alici tak ovládnout.

## Hrají
- Robert Englund (Freddy Krueger)
- Lisa Wilcox (Alice Johnsonová)
- Kelly Jo Minter (Yvonne)
- Danny Hassel (Dan Jordan)
- Erika Anderson (Greta Gibson)
- Nicholas Mele (Dennis Johnson)
- Joe Seely (Mark Gray)
- Valorie Armstrong (paní Jordanová)
- Burr DeBenning (pan Jordan)
- Clarence Felder (pan Gray)
- Michael Ashton (Gurney Orderly)
- Beatrice Boepple (Amanda Krueger)
- Matthew Borlenghi (Jock)